# Declaración Sociolaboral
La Declaración Sociolaboral (DSL) es una de las normas rectoras del Mercosur, referida a los derechos de los trabajadores y además los principios básicos a los que deben atenerse las relaciones laborales en los países miembros del bloque. La misma fue sancionada en 1998 y formalmente, se trata de una declaración firmada por los presidentes de los países miembros. La misma contiene un mecanismo de seguimiento anual, realizado por la Comisión Sociolaboral.

## Origen
Desde los inicios mismos del Mercosur en 1991, los sindicatos de los países miembros, organizados en la Coordinadora de Centrales Sindicales del Cono Sur (CCSCS) reclamaron la necesidad de establecer una Carta Social o un Protocolo Social, como norma comunitaria que garantizara los derechos de los trabajadores.
La CCSCS presentó un proyecto de Carta Social, que en el proceso de diálogo social entre gobiernos, sindicatos y empleadores, terminó tomando la forma de una declaración presidencial, firmada el 10 de diciembre de 1998, que tomó el nombre de Declaración Sociolaboral.

## Contenido
La Declaración está compuesta por 25 artículos, agrupados en dos grandes partes, la referida a los derechos (derechos individuales, derechos colectivos y otros derechos) y la referida a la aplicación y seguimiento de la misma.

### Derechos
Los derechos están agrupados en tres secciones: derechos individuales, derechos colectivos y otros derechos.
Los derechos individuales están referidos a: no discriminación (art. 1), promoción de la igualdad (arts. 2 y 3), trabajadores migrantes y fronterizos (art. 4), eliminación del trabajo forzoso (art. 5), trabajo infantil y de menores (art. 6), y derechos de los empleadores (art. 7).
Los derechos colectivos están referidos a: libertad de asociación (art. 8), libertad sindical (art. 9), negociación colectiva (art. 10), huelga (art. 11), promoción y desarrollo de procedimientos preventivos y de autocomposición de conflictos (art. 12) y diálogo social (art. 13.)
Entre los "otros derechos" la DSL incluye: el fomento del empleo (art. 14), la protección de los desempleados (art. 15), la formación profesional (art. 16), salud y seguridad en el trabajo (art. 17), inspección del trabajo (art. 18) y seguridad social (art. 19).

### Seguimiento
La Declaración Sociolaboral prevé un mecanismo de aplicación y seguimiento de la misma, de carácter promocional y no sancionatorio, sobre la base de memorias anuales que deben presentar los estados miembros y el control de las mismas por parte de una Comisión Sociolaboral (CSL). El régimen está previsto en los artículos 20 a 23.
La CSL fue creada por el Grupo Mercado Común por Resolución 15/99 de 1999, como órgano tripartito y auxiliar.

## Naturaleza jurídica
Se encuentra discutida la naturaleza y sobre todo la obligatoriedad de la DSL. Formalmente la misma constituye una "declaración presidencial" firmada por los presidentes de los países miembros. Por dicha razón la misma no es un tratado, y tampoco es una decisión, resolución o directiva, las tres clases de normas decisorias con las que cuenta el Mercosur.